# Top Dawg Entertainment
Top Dawg Entertainment je americká nezávislá hudební nahrávací společnost založená v roce 2004 Anthonym "Top Dawg" Tiffithem. Společnost má sídlo v Carsonu, Kalifornie. Nejvýznačnějšími umělci, kteří u labelu nahrávali, byli Kendrick Lamar, Schoolboy Q, SZA a Jay Rock.

## Historie
Hudební manažer Anthony "Top Dawg" Tiffith se v branži pohyboval od roku 1997. V roce 2003 potkal tehdy šestnáctiletého rappera Kendricka Lamara, který vystupoval pod pseudonymem K-Dot. Tiffith řídil nahrávaní jeho první mixtape s názvem Y.N.I.C. (Hub City Threat: Minor of the Year). Roku 2004 tak vznikl label Top Dawg Entertainment (TDE), pod kterým byl jako první upsán právě Kendrick Lamar.
V roce 2005 se k labelu upsal i rapper Jay Rock. TDE poté začal spolupracovat s většími labely - byla podepsána joint venture dohoda s Warner Bros. a později s Asylum Records. Nicméně z dohod nakonec sešlo i kvůli neshodám nad debutovým albem Jay Rocka. Jeho debut Follow Me Home byl i proto vydán až v roce 2011 ve spolupráci s labelem Strange Music.
Roku 2007 k labelu přibyl rapper Ab-Soul. V květnu 2008 label vydal kompilační mixtape Do It Nigga Squad, Volume 1. Mixtape mixoval Derek "MixedByAli" Ali. V roce 2008 také rapper Jay Rock vydal první komerční singl s názvem "All My Life (In the Ghetto)" (ft. Lil Wayne a will.i.am). V roce 2009 byl k labelu upsán rapper Schoolboy Q, který se kolem labelu pohyboval již od roku 2006. Brzy poté navrhl, aby společně vytvořili rapovou skupinu, a tak vznikla skupina Black Hippy.
Od roku 2010 začal TDE prodávat nahrávky svých umělců na iTunes, jako první tak byly vydány mixtapes (počítány jako alba) Overly Dedicated Kendricka Lamara a Black Friday Jay Rocka. V roce 2011 poté mixtapes Schoolboy Q - Setbacks, Ab-Soul - Longterm Mentality a Kendrick Lamar - Section.80. Právě Section.80 bylo prvním úspěchem TDE. Umístilo se na 112. příčce žebříčku Billboard 200. Úspěšné bylo i album Follow Me Home Jay Rocka (83. příčka).
Kritiky ceněné album Section.80 vedlo v roce 2012 k joint venture dohodě s Interscope Records. Současně bylo oznámeno, že Kendrick Lamar se upsal i u Aftermath Entertainment rappera a producenta Dr. Dre, který poté dohlížel na tvorbu jeho prvního alba u major labelu. Album Good Kid, M.A.A.D City bylo vydáno v říjnu 2012 a stalo se obrovským úspěchem. Celkem se ho v USA prodalo 1 234 000 kusů.
Roku 2013 byli k labelu upsáni rapper Isaiah Rashad a zpěvačka SZA, oba vydali svá debutová nezávislá alba. Druhým albem vydaným se spolupráci s Interscope Records bylo Oxymoron Schoolboye Q.
V roce 2017 byl Kendrick Lamar vybrán režisérem Ryanem Cooglerem, aby spolu s umělci z labelu Top Dawg Entertainment produkoval a nahrál soundtrack ke komiksovému filmu Black Panther. V roce 2018 byly vydány singly "All the Stars" (se SZA) a "King's Dead" (s Jay Rock a Future).

## Seznam umělců
Současní:
| Umělec            | Roky působení | Počet alb/EP u TDE |
| ----------------- | ------------- | ------------------ |
| Jay Rock          | 2004— nyní    | (4)                |
| Ab-Soul           | 2007— nyní    | (5)                |
| Schoolboy Q       | 2009— nyní    | (5)                |
| Isaiah Rashad     | 2013— nyní    | (3)                |
| SZA               | 2013— nyní    | (3)                |
| Lance Skiiiwalker | 2016— nyní    | (4)                |
| SiR               | 2016— nyní    | (5)                |
| Zacari            | 2019— nyní    | (1)                |
| Ray Vaughn        | 2020— nyní    | (1)                |
| Doechii           | 2022— nyní    | (2)                |
| Alemeda           | 2024— nyní    | (1)                |

Bývalí:
| Umělec         | Roky působení | Počet alb/EP u TDE |
| -------------- | ------------- | ------------------ |
| Kendrick Lamar | 2005—2022     | (7)                |
| Reason         | 2018—2024     | (3)                |

## Diskografie
| Rok  | Album | Nejvyšší umístění v hitparádě | Nejvyšší umístění v hitparádě | Certifikace                                      |
| Rok  | Album | US 200                        | US R&B/ Hip-Hop               | Certifikace                                      |
| ---- | --- | ----------------------------- | ----------------------------- | ------------------------------------------------ |
| 2010 | Kendrick Lamar - Overly Dedicated - Vydáno: 14. září 2010 - Vydavatel: Top Dawg                                               | —                             | 72                            | US: /                                            |
| 2010 | Jay Rock - Black Friday - Vydáno: 26. listopadu 2010 - Vydavatel: Top Dawg, Strange Music                                     | —                             | —                             | US: /                                            |
| 2011 | Schoolboy Q - Setbacks - Vydáno: 11. ledna 2011 - Vydavatel: Top Dawg                                                         | 100                           | 25                            | US: /                                            |
| 2011 | Ab-Soul - Longterm Mentality - Vydáno: 5. dubna 2011 - Vydavatel: Top Dawg                                                    | —                             | 73                            | US: /                                            |
| 2011 | Kendrick Lamar - Section.80 - Vydáno: 2. července 2011 - Vydavatel: Top Dawg                                                  | 113                           | 22                            | US: zlatá UK: stříbrná                           |
| 2011 | Jay Rock - Follow Me Home - Vydáno: 26. července 2011 - Vydavatel: Top Dawg, Strange Music                                    | 83                            | 18                            | US: /                                            |
| 2012 | Schoolboy Q - Habits & Contradictions - Vydáno: 14. ledna 2012 - Vydavatel: Top Dawg                                          | 111                           | 25                            | US: /                                            |
| 2012 | Ab-Soul - Control System - Vydáno: 25. května 2012 - Vydavatel: Top Dawg                                                      | 91                            | 12                            | US: /                                            |
| 2012 | Kendrick Lamar - Good Kid, M.A.A.D City - Vydáno: 22. října 2012 - Vydavatel: Top Dawg, Aftermath, Interscope                 | 2                             | 1                             | US: 3x platinová CAN: zlatá UK: 2x platinová     |
| 2014 | Isaiah Rashad - Cilvia Demo (EP) - Vydáno: 28. ledna 2014 - Vydavatel: Top Dawg                                               | 40                            | 9                             | US: /                                            |
| 2014 | Schoolboy Q - Oxymoron - Vydáno: 25. února 2014 - Vydavatel: Top Dawg, Interscope                                             | 1                             | 1                             | US: platinová                                    |
| 2014 | SZA - Z (EP) - Vydáno: 8. dubna 2014 - Vydavatel: Top Dawg                                                                    | 39                            | 9                             | US: /                                            |
| 2014 | Ab-Soul - These Days... - Vydáno: 24. června 2014 - Vydavatel: Top Dawg                                                       | 11                            | 2                             | US: /                                            |
| 2015 | Kendrick Lamar - To Pimp a Butterfly - Vydáno: 16. března 2015 - Vydavatel: Top Dawg, Aftermath, Interscope                   | 1                             | 1                             | US: platinová CAN: 2x platinová UK: zlatá        |
| 2015 | Jay Rock - 90059 - Vydáno: 11. září 2015 - Vydavatel: Top Dawg                                                                | 16                            | 2                             | US: /                                            |
| 2016 | Kendrick Lamar - untitled unmastered. - Vydáno: 4. března 2016 - Vydavatel: Top Dawg, Aftermath, Interscope                   | 1                             | 1                             | US: /                                            |
| 2016 | Schoolboy Q - Blank Face LP - Vydáno: 8. července 2016 - Vydavatel: Top Dawg, Interscope                                      | 2                             | 1                             | US: zlatá                                        |
| 2016 | Isaiah Rashad - The Sun's Tirade - Vydáno: 2. září 2016 - Vydavatel: Top Dawg                                                 | 17                            | 4                             | US: /                                            |
| 2016 | SiR - HER (EP) - Vydáno: 6. října 2016 - Vydavatel: Top Dawg                                                                  | —                             | —                             | US: /                                            |
| 2016 | Lance Skiiiwalker - Introverted Intuition - Vydáno: 18. října 2016 - Vydavatel: Top Dawg                                      | —                             | —                             | US: /                                            |
| 2016 | Ab-Soul - Do What Thou Wilt. - Vydáno: 9. prosince 2016 - Vydavatel: Top Dawg                                                 | 34                            | 9                             | US: /                                            |
| 2017 | SiR - Her Too (EP) - Vydáno: 10. února 2017 - Vydavatel: Top Dawg                                                             | —                             | —                             | US: /                                            |
| 2017 | Kendrick Lamar - Damn - Vydáno: 14. dubna 2017 - Vydavatel: Top Dawg, Aftermath, Interscope                                   | 1                             | 1                             | US: 3x platinová CAN: 4x platinová UK: platinová |
| 2017 | SZA - Ctrl - Vydáno: 9. června 2017 - Vydavatel: Top Dawg, RCA                                                                | 3                             | 2                             | US: 3x platinová CAN: 2x platinová UK: platinová |
| 2018 | SiR - November - Vydáno: 18. ledna 2018 - Vydavatel: Top Dawg                                                                 | —                             | —                             | US: /                                            |
| 2018 | Různí umělci - Black Panther (soundtrack) - Vydáno: 9. února 2018 - Vydavatel: Top Dawg, Aftermath, Interscope                | 1                             | 1                             | US: platinová                                    |
| 2018 | Jay Rock - Redemption - Vydáno: 15. června 2018 - Vydavatel: Top Dawg, Interscope                                             | 13                            | 19                            | US: /                                            |
| 2018 | Reason - There You Have It - Vydáno: 28. září 2018 - Vydavatel: Top Dawg                                                      | —                             | —                             | US: /                                            |
| 2019 | Zacari - Run Wild Run Free (EP) - Vydáno: 15. března 2019 - Vydavatel: Top Dawg                                               | —                             | —                             | US: /                                            |
| 2019 | Schoolboy Q - CrasH Talk - Vydáno: 26. dubna 2019 - Vydavatel: Top Dawg, Interscope                                           | 3                             | 1                             | US: zlatá                                        |
| 2019 | SiR - Chasing Summer - Vydáno: 30. srpna 2019 - Vydavatel: Top Dawg, RCA                                                      | 64                            | 33                            | US: /                                            |
| 2020 | Reason - New Beginnings - Vydáno: 9. října 2020 - Vydavatel: Top Dawg                                                         | 167                           | —                             | US: /                                            |
| 2021 | Isaiah Rashad - The House Is Burning - Vydáno: 30. července 2021 - Vydavatel: Top Dawg, Warner                                | 7                             | —                             | US: /                                            |
| 2021 | Ray Vaughn - Peer Pressure (EP) - Vydáno: 25. srpna 2021 - Vydavatel: Top Dawg                                                | —                             | —                             | US: /                                            |
| 2021 | Lance Skiiiwalker - Tales From the Telescope Chapter 1: Rebirth (EP) - Vydáno: 17. září 2021 - Vydavatel: Top Dawg            | —                             | —                             | US: /                                            |
| 2021 | Lance Skiiiwalker - Tales From the Telescope Chapter 2: Internal Shine (EP) - Vydáno: 15. prosince 2021 - Vydavatel: Top Dawg | —                             | —                             | US: /                                            |
| 2022 | Kendrick Lamar - Mr. Morale & the Big Steppers - Vydáno: 13. května 2022 - Vydavatel: PGLang, Top Dawg, Aftermath, Interscope | 1                             | 1                             | US: zlatá UK: zlatá                              |
| 2022 | Doechii - She / Her / Black Bitch (EP) - Vydáno: 5. srpna 2022 - Vydavatel: Top Dawg, Capitol                                 | —                             | —                             | US: /                                            |
| 2022 | SZA - SOS - Vydáno: 9. prosince 2022 - Vydavatel: Top Dawg, RCA                                                               | 1                             | 1                             | US: 3x platinová CAN: 4x platinová UK: platinová |
| 2022 | Ab-Soul - Herbert - Vydáno: 16. prosince 2022 - Vydavatel: Top Dawg                                                           | —                             | —                             | US: /                                            |
| 2023 | Lance Skiiiwalker - Audiodidactic - Vydáno: 10. února 2023 - Vydavatel: Top Dawg                                              | —                             | —                             | US: /                                            |
| 2023 | Reason - Porches - Vydáno: 11. srpna 2023 - Vydavatel: Top Dawg                                                               | —                             | —                             | US: /                                            |
| 2024 | Schoolboy Q - Blue Lips - Vydáno: 1. března 2024 - Vydavatel: Top Dawg, Interscope                                            | 13                            | 6                             | US: /                                            |
| 2024 | SiR - Heavy - Vydáno: 22. března 2024 - Vydavatel: Top Dawg, RCA                                                              | 120                           | 49                            | US: /                                            |
| 2024 | Doechii - Alligator Bites Never Heal - Vydáno: 30. srpna 2024 - Vydavatel: Top Dawg, Capitol                                  | 117                           | 41                            | US: /                                            |
| 2024 | Alemeda - FK IT (EP) - Vydáno: 20. září 2024 - Vydavatel: Top Dawg, Warner                                                    | —                             | —                             | US: /                                            |